# Beszterce ostroma (regény)
A Beszterce ostroma Mikszáth Kálmán egyik legismertebb regénye. Alcíme: Egy különc ember története.  Először 1894-ben a Pesti Hírlapban jelent meg folytatásokban, 1895-ben pedig kötetben, a Légrády Testvéreknél Mühlbeck Károly illusztrációival.

## Szereplők
- gróf Pongrácz István Nedec várának főura, ki a 19. században középkori várúrként viselkedik, sereget tart, melyet többnyire a munkásai alkotnak. Ezen katonák felszerelését olyan darabok alkotják, melyeket a régi időkben viseltek, kuruc viselet, a keresztes hadjáratban viselt ruházatok. Naponta pénzt szór a várában a gyermekeknek, szegényeknek és a léhűtőknek. Sohasem házasodott, és ahogyan Mikszáth írja, számára a múltja nagyon fontos volt, igyekezett őseit "utánozni" cselekedetei által. A műben szinte minden cselekményben részt vesz, ezáltal tekinthető főszereplőnek is. Jelleme, viselkedésmódja eltér a társadalom többi tagjáétól. Nem azért, mert várúrként öntelt lenne, vagy dicsekedő jelleme lenne, mert grófi család ivadéka. Azáltal tér el jelleme és viselkedése a többiekétől, hogy középkori várúrként viselkedik az újkorban. Sereget tart, és hadakozik, gyakorlatozik, nem úgy viselkedik, mint a többi várúr. Nem él fényűzően, de megpróbál mindent megadni azoknak, akik szeretik őt.

- Estella vagy Donna Estella akrobata táncosnő, akit Pongrácz István vesz meg a zsolnai vásáron 600 forintért. Innentől az ő udvarának tagja a szökéséig.
- Pamutkay János „ezredes”, valójában tiszttartó
- Kovács János a nedeci vár várnagya, Pongrácz István hadsegéde
- Rebernyik János a Blázy polgármester hajdúja
- Blázy Miklós Zsolna polgármestere
- Trnowszky György az öreg Trnowszky legkisebb fia, orvosnak tanul, azonban Zsolnán vagy nem voltak betegek az emberek, vagy ha valaki meg is betegedett, nem volt pénze orvosra. Ezért György szegényen halt meg, csak egy 14 éves kislány, Apollónia (Apolka) maradt után.
- Trnowszky Gáspár az öreg Trnowszky középső fia, juhokkal gazdálkodik. Zsolna városának leggazdagabb polgára bátyjával, Péterrel, akivel álladóan rivalizál
- Trnowszky Péter az öreg Trnowszky legidősebb fia, viaszkereskedő. Zsolna városának leggazdagabb polgára öccsével, Györggyel, akivel álladóan rivalizál
- Apolka Trnowszky Gáspár egyetlen lánya, aki árvaként kerül először nagybátyjaihoz, majd Klivényi József írnokhoz
- Emil másnéven Trnowszky Miloszláv, Gáspár fia, aki beleszeret Apolkába
- báró Behenczy Pál a Behenczyek kastélyának ura. Fiatalabb korában elkártyázta és nőkre költötte azt az óriási vagyont, amit az apja hagyott rá, így mostanra a romos kastélyon kívül semmije sem maradt, már a kastélyhoz tartozó földeket is régen eltékozolta. Az, hogy még nem haltak éhen, csak annak köszönhető, hogy Behenczy Pál felesége, aki már régen nem élt  a báróval és külön vagyona volt, halálakor évjáradékot hagyott rá és fiára, Károlyra: minden évben 10-10 ezer forintot kapnak. A járadékot félévente kapják, vagyis hathavonta 5-5 ezer forintot. A bárók ilyenkor rögtön elutaznak egy nagyvárosba, hogy minél gyorsabban elverjék a pénzt. Eszükbe sem jut takarékoskodni, az nem nemeshez méltó.
- báró Behenczy Károly Behenczy Pál fia, aki átvette apja lusta életvitelét
- Klivényi József írnok, Apolka nevelője
- Forget Gbelán lakó nyugalmazott őrnagy

## Cselekménye
|  | Alább a cselekmény részletei következnek! |

A Beszterce ostroma Mikszáth egyik legérdekesebb és egyik legnépszerűbb könyve, mely a magyar irodalom egyik legemlékezetesebb különcéről szól. Mint az író néhány más művében, itt is egyszerre két eseménysor van jelen, melyek a mű közepén találkoznak, és így folytatódik tovább a történet. A háttérben egy szerelmi história húzódik meg, az előtérben és a cselekmény középpontjában egy Don Quijote-szerű felvidéki főúr, Pongrácz István gróf hóbortos alakja áll. Bár a történet a 19. században zajlik, a gróf mégis középkori várúrként viselkedik, várát is annak megfelelően rendezi be. Életét a folytonos harc jellemzi, cselédeit is katonáskodásra sarkallja és csak az ököljogot ismeri.

### 1. Estella
Az első részben megismerkedünk Nedec vár urával, Pongrácz István gróffal. Idejét a katonáskodás teljesen lefoglalja. Élete során soha nem házasodott meg, hanem egy cirkuszi társulattól hatszáz forintért megvásárolta „várúrnőnek” Estellát, a züllött komédiásnőt. Naponta pénzt szór a várban összegyűlő szegényeknek, gyerekeknek és léhűtőknek. Behenczy Pál fia, Behenczy Károly, akinek ősei ugyancsak nemesek voltak, beállt szolgálatra Nedec várába. Mivel egykor orvosi tanulmányokat folytatott, várorvosként szolgált, később előkóstoló lett. Egy étkezés közben udvarolni próbál Estellának, ezért Pongrácz gróf börtönbe vetteti. Estella furfangosan kimenti, és együtt élnek Besztercebányán. Mivel Beszterce városa nem adta ki Estellát és Behenczyt, Pongrácz István hadával Beszterce ostromára indul.

### 2. Kedélyes atyafiak
A második cselekményszál Zsolnán kezdődik, itt élt a Trnowszky család. A családapa három fia György, Gáspár és Péter. György orvosként élte életét, de szegény volt és úgy is halt meg. Egyetlen lánya, Apolka árván maradt. A gyámságról tárgyalások folynak, de Gáspár és Péter összeveszik a lány gyámságán, ezért Apolka egy harmadik személyhez, Klivényi József írnokhoz kerül, ahol dolgoznia kell. Egy nap azonban nagybátyja meglátja az utcán és észreveszi szépségét, ezért gyámolítani akarja. A két testvér között vita támad, most már mindketten gyámolítani akarják a lányt. Végül fél évig az egyik, fél évig a másik családnál lesz Apolka. A két fivér verseng, hogy minél több dolgot megadjon neki, még taníttatják is. Gáspár fia, Miloszláv szerelmes a lányba, aki közben visszakerül az írnokhoz és hányatott sorsa miatt öngyilkos akar lenni, de rátalálnak ájultan a Vág partján.

### 3. A túsz
István gróf fegyvereseivel épp Zsolnán megy keresztül, amikor az Apolka-féle esemény történik. Hadaival a városon átkelve barátjánál, Zsolna polgármesterénél tölti a napot. Hogy visszatartsák Beszterce megtámadásától, a zsolnai előkelők és a gróf szolgái elhatározzák, hogy megjátsszák: a beszterceiek behódolnak és a megszökött Estella helyett túszt küldenek István grófnak. A színjáték sikerül, István gróf hazafelé vonul túszával, Apolkával. Apolka megszerette Pongrácz grófot, az is a leányt, meg is adott neki mindent. Amikor beteg volt, a leány imádkozott érte, ezt meghallva István gróf ráébred, hogy szeretik őt. Hívatja is a prókátorokat, hogy átadja a nemesi címet Apolkának. Ám ekkor jön Emil, azaz fiatalkori nevén Miloszláv és elmondja a főúrnak, hogy szereti a lányt. Ezért a gróf börtönbe vetteti.

### 4. Az éj
Elterjed a hír, hogy az ügyvéd István gróf börtönében van. Bár kimenekítik, de István gróf tébolyult elméje ellen nem találnak megoldást. A várba jövőket nem engedi be, a követeket tojással dobáltatja meg, máskor rájuk uszítja a bikákat. Ám amikor megtudja, hogy Apolka valóban szerelmes Emilbe, kezdi elveszíteni életerejét. Közben érkezik a hír, hogy Miloszláv megkapta Estellát. Ekkor megint eljátsszák, hogy Beszterce átadja a keresett személyt a grófnak, csak hogy visszaszerezzék tőle Apolkát. Aznap azonban, amikor át kell adniuk Estellát, István gróf megmérgezi magát. Kívánsága, hogy a már előre elkészíttetett koporsóban temessék el lovával együtt, amit halála napján lelövet. Tisztességgel eltemetik, de nem lovával együtt a nagy koporsóba, hanem egymagát ősei mellé. Apolka és Emil összeházasodnak.
|  | Itt a vége a cselekmény részletezésének! |

## A mű értelmezése
A történet végig érdekes, mozgalmas, tele anekdotával, ízes vagy csipkelődő humorral. Egymást váltják benne a színesen megrajzolt epizódok, a különböző jellemű mellékszereplők, a megindító, komikus vagy bizarr fejlemények.
Mindezekkel együtt a Beszterce ostroma Mikszáth egyik legtalányosabb regénye. Azzá teszi elsősorban a főhős alakja és művészi jellemrajza. A jelen valósága elől a múltba menekülő István gróf figuráját már többen többféle módon értelmezték: egyszer az idealizmus karikatúráját, másszor a magyar Don Quijotét látták benne, tartották egyszerűen különc „bolond gróf”-nak vagy megkésett oligarchának, aki szembeszáll a korával.
Császár Elemér szerint az író művészien megrajzolta „azt a folyamatot, amely ebből a különcködő, de normális emberből hibbant elméjű Don Quijotét formált, [de] nem tudta következetesen végigvezetni a lelki fejlődést, s így nem tudjuk, valóban annyira beleszédült-e a gróf a múlt csodálatába, hogy elméje megzavarodott, vagy csak makacsul beleélte magát rögeszméjébe.”
Ezzel szemben Schöpflin Aladár a figura megformálásában éppen a „lélektani bravúr”-t hangsúlyozza. „Lépésről lépésre látjuk a lelki betegség fejlődését a különcködő kedvteléstől a teljes megőrülésig.”
Szalai Károly is a gróf jellemének változását emeli ki, ahogy a kezdeti kényúri játékokból, bolondériából a téboly valósággá kezd válni. Ebben a környezet szerepe mellett a főhős cselekedeteinek „mélylélektani” mozgatórúgóit („asszonyfóbiáját”, „szexuális gátlásait”) is hangsúlyozza, sőt szerinte „egy modern lélektani analízist bontakoztat ki előttünk az író.”
István gróf gazdag jellemrajza ellentétes tulajdonságokból áll össze: nyers és gyöngéd, erőszakos és mély érzésű, kegyetlen és tiszta erkölcsű. Az író szereti hősét; maró szatíra helyett a humor megindultságával rajzolja és ezzel megnyeri az olvasó rokonszenvét. Regénye tele van anekdotával, komikummal, de maga a büszke főúr soha nem lesz igazán nevetségessé. Amikor pedig a történet végén Apolkát, vagyis élete megtalált értelmét elveszíti, egyenesen tragikomikus alakká válik.
A Beszterce ostroma „Mikszáth tehetségének leggazdagabb és legmélyebb alkotása, legnagyobbra jutott eredménye annak a speciálisan magyar stílusnak, mely egy anekdotából épít ki fontos és jellemző életjelenségeket vagy alakokat.”

## Feldolgozások
- Beszterce ostroma (1948) rendező: Keleti Márton, szereplők. Ajtay Andor, Tolnay Klári, Rajnai Gábor
- Beszterce ostroma (1976) rendező: Zsurzs Éva, szereplők: Bessenyei Ferenc, Nagy Attila, Körmendi János